# ویلیام ال. رو
ویلیام لئونارد رو (انگلیسی: William Leonard Rowe؛ ۱۹۳۱ – ۲۰۱۵) استاد ممتاز بازنشسته فلسفه در دانشگاه پردو بود که در فلسفه دین متخصص بود. کار او نقش پیشگامی در «احیای قابل توجه فلسفه تحلیلی دین از دهه ۱۹۷۰» ایفا کرد. او به جهت تدوین برهان قرینه‌ای از شر مورد توجه قرار گرفت.

## زندگی‌نامه
رو در ۲۶ ژوئیه ۱۹۳۱ متولد شد. بنا به گفته رو، او در طی سالیان نوجوانی‌اش مسیحی اِوَنجِلیک شد تا یک سرپرست (خادم) کلیسا شود، و بالاخره بای تحصیلات کالجی خود در مؤسسه انجیل دترویت به عضویت درآمد.

### خداناباوری صمیمانه
رو در مقاله معروف خود بر برهان شر، مفهوم «خداناباوری صمیمانه» را معرفی کرد. خداناباور صمیمی شخصی است که می‌پذیرد که برخی خداباوران در اعتقاد به خدا موجهند، حتی اگر این‌طور باشد که خدا وجود نداشته باشد. یک عاقبت صمیمیت فلسفی رو، پیروی او از اصل همدلی است.
او در دفاع از براهین خداباوری دست به نگارش زد، و حتی به عنوان یک حامی برهان کیهان‌شناختی در نظر گرفته شد.

## آثار

### کتاب‌ها
- ——— (1975). The Cosmological Argument. B: Princeton University Press. ISBN 0-8232-1885-6.
- ——— (1978). Philosophy of Religion: An Introduction. Wadsworth Publishing. ISBN 0-495-00725-0.
- ——— (1991). Thomas Reid on Freedom and Morality. Cornell University Press. ISBN 0-8014-2557-3.
- ——— (2004). Can God Be Free?. Oxford, England: Oxford University Press. ISBN 0-19-920412-8.

### دربارهٔ پیشه‌اش
- Trakakis, Nick (2007). The God Beyond Belief: In Defence of William Rowe's Evidential Argument from Evil. Springer. ISBN 978-1-4020-5144-9.